# Isidro Pérez
Isidro Pérez, né le 24 mai 1964 à Acapulco dans l'état de Guerrero au Mexique et mort le 9 janvier 2013 à Mexico, est un ancien boxeur mexicain champion du monde de la WBO dans la catégorie poids mouches.

## Carrière professionnelle
Passé professionnel en 1979, il remporte le titre national mexicain des poids mi-mouches le 24 mai 1986 en battant le vétéran Jorge Cano.
À sa première participation à un championnat du monde, Pérez perd sur décision en douze rounds contre Chang Jung-koo au Chungmu Gymnasium de Daejeon en Corée du Sud. Il perd aussi contre Jose De Jesus, champion WBO des mi-mouches, et choisit alors de poursuivre sa carrière dans la catégorie de poids supérieure.
Le 18 août 1990, il remporte la ceinture mondiale vacante WBO des poids mouches en battant le Portoricain Angel Rosario par KO technique au douzième round à Ponce. Il confirme ce succès face à Alli Galvez puis est battu par le britannique Pat Clinton le 18 mars 1992. Il met un terme provisoire à sa carrière après cette défaite puis remonte sur un ring cinq ans plus tard pour 2 combats supplémentaires face à Efrén Torres et Antonio Oscar Salas.

## Décès
Isidro Pérez serait décédé au Mexique en janvier 2013 (il était porté disparu plus tôt). Ses amis et sa famille n'ont pas eu de ses nouvelles au cours des mois précédents mais il n'a pas encaissé de chèque de pension depuis septembre 2012. La date du décès n'a pas été rapportée.